# Liste der singapurischen Botschafter in Osttimor

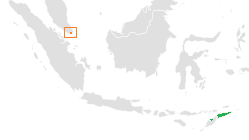
Singapur (orange) und Osttimor (grün)

Diese Liste führt die singapurischen Botschafter in Osttimor auf.

## Hintergrund
Osttimor und Singapur nahmen am 20. Mai 2002 diplomatische Beziehungen auf. Singapur verfügt über keine Botschaft in Osttimor. Der Botschafter hat seinen Sitz in Singapur.

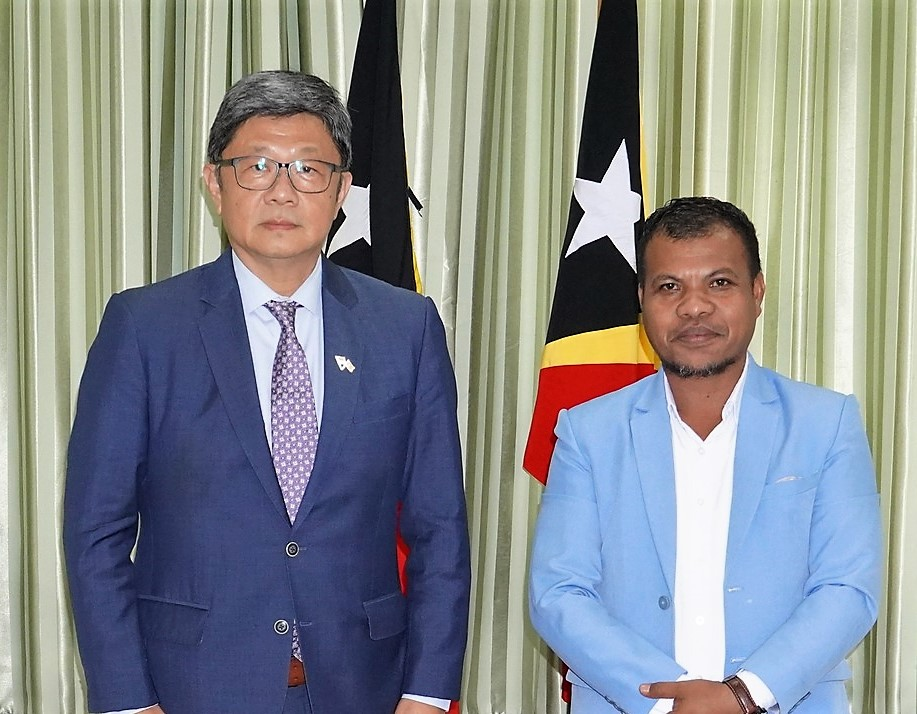
Botschafter Robin Hu und Osttimors stellvertretender Außenminister Julião da Silva (2023)

| Name                    | Amtszeit  | Anmerkungen                             |
| ----------------------- | --------- | --------------------------------------- |
| ?                       |           |                                         |
| Lee Chiong Giam         | 2005–2014 | Gleichzeitig Hochkommissar für Pakistan |
| Sudesh Keshavlal Maniar | 2014–2018 | Akkreditierung: 17. Februar 2015        |
| Roland Ng San Tiong     | 2019–2022 | [ 4 ] [ 5 ]                             |
| Robin Hu                | seit 2023 | Akkreditierung: 1. Februar 2023         |